# Plagiohammus lacordairei
Plagiohammus lacordairei är en skalbaggsart som först beskrevs av Thomson 1860. Plagiohammus lacordairei ingår i släktet Plagiohammus och familjen långhorningar.
Artens utbredningsområde är Panama. Inga underarter finns listade i Catalogue of Life.